# 홍종철 (1924년)
홍종철(洪鍾哲, 1924년 9월 20일~1974년 6월 9일)은 대한민국의 군인 출신 정치인이다. 제17대 제17대 문교부 차관·제7대 문화공보부 장관·제19대 문교부 장관을 지냈다. 본관은 남양(南陽)이며 평안북도 철산군 출생이다.

## 생애
원래 서울대학교 상과대학을 다니다가 중퇴한 그는 그 이후, 1949년 육군사관학교를 졸업했다. 한국 전쟁 때인 1953년 미 육군 포병학교 고등군사반을 졸업(수료)했고 1955년 대한민국 육군 제9사단 포병대장을 역임했다.
1959년 육군대학 정규과정을 졸업(수료)한 뒤 대한민국 육군 제6군단 작전참모로 복무했으며 1961년 5·16 군사 정변 이후에 수립된 국가재건최고회의 최고위원 겸 문교사회위원장을 역임했다. 1963년 육군 준장으로 예편, 같은 해 12월 26일 대통령경호실장으로 임명되었고 1964년 5월 17일부터 1964년 9월 8일까지 문교부 차관, 1964년 9월 16일부터 1968년 7월 23일까지 공보부 장관, 1968년 7월 24일부터 1969년 4월 10일까지 문화공보부 장관, 1969년 4월 11일부터 1971년 6월 3일까지 문교부 장관을 역임했다.
1974년 6월 9일 새벽 6시 30분경 경기도 양주군 미금면 삼패리(현재의 경기도 남양주시 삼패동)에서 둘째 아들 홍기룡과 함께 배를 타고 낚시를 하던 도중에 익사했다. 사고 당시 그는 팔당댐에서 약 5km 정도 떨어진 지점에서 발을 헛디뎌 물에 빠진 둘째 아들 홍기룡을 구조하던 도중 급류에 휩쓸리면서 실종된 것으로 알려졌다.

## 가족 관계
부인 기정자와의 사이에서 슬하에 2남 4녀를 두었다.

## 학력
- 1948년 서울대학교 상과대학 전문부 수료
- 1949년 대한민국 육군사관학교 8기 졸업
- 1951년 대한민국 육군보병학교 졸업
- 1953년 미국 육군포병학교 졸업
- 1959년 대한민국 육군대학 졸업